# Tätigkeitstheorie
Die Tätigkeitstheorie (engl. activity theory), auch Aktivitätstheorie genannt, ist eine psychologische Theorie, die in den 1930er Jahren in Charkow von Alexei Nikolajewitsch Leontjew (Leont'ev) und Mitarbeitern entwickelt wurde. Sie ist eine Weiterentwicklung der Arbeiten, welche in den 1920er Jahren in Moskau im Rahmen der heute als Kulturhistorische Schule bekannten Arbeitszusammenhänge um die Psychologen Lew Semjonowitsch Wygotski (Vygotskij), Alexander Romanowitsch Lurija (Luria) und Alexei Nikolajewitsch Leontjew (Leont'ev) entstanden. Nach der Tätigkeitstheorie ist das Verhältnis von Mensch und Umwelt ein gesellschaftliches, gekennzeichnet durch die Entwicklung kultureller Werkzeuge und Zeichen.

## Geschichte
Die nah an Kultur und gesellschaftlicher Veränderung orientierte Tätigkeitstheorie entwickelte eine Gruppe russischer Psychologen, deren Arbeitskonstellationen heute oft als Kulturhistorische Schule bekannt sind. Die Wurzeln der heutigen Tätigkeitstheorie reichen zurück in die UdSSR der 1920er Jahre. Relevante Konzepte formulierte Lew Semjonowitsch Wygotski (1896–1934), der oft als eigentlicher Gründer der Tätigkeitstheorie angesehen wird. Unzufrieden mit den zwei in dieser Zeit relevanten psychologischen Paradigmen – der Psychoanalyse und dem Behaviorismus – entwickelten Wygotski und seine Kollegen Lurija und Leontjew eine neue Theorie als Fundament für das Verstehen menschlicher Entwicklung: das Konzept der objektorientierten und -vermittelten Tätigkeit.
Dieses Konzept wurde im Anschluss von einer Gruppe von Psychologen um Leontjew, die sogenannte Charkower Schule der Psychologie, in den 1930er Jahren ausgearbeitet und weiterentwickelt. Basierend auf den Lehren von Marx waren die russischen Forscher auf der Suche nach einem passenden Begriffs- und Bedeutungsrahmen für eine moderne Psychologie. Ausgangsüberlegung war dabei die Untrennbarkeit von Bewusstsein und körperlicher Aktivität. Für viele Jahre entwickelte sich daraus mit der Tätigkeitstheorie die führende Richtung der russischen Psychologie.
Internationale Aufmerksamkeit erlangte die Tätigkeitstheorie in den späten 1970er und frühen 1980er Jahren. Leontjews Tätigkeit, Bewusstsein und Persönlichkeit wurde ins Englische übersetzt, eine Sammlung von Papieren Leontjews und anderer Tätigkeitstheoretiker wurde veröffentlicht. In Finnland,  Deutschland, Dänemark und den USA gab es eine wachsende Zahl von Interessenten. Einschlägig wurde u. a. die Dissertation Learning by Expanding von Yrjö Engeström.
Mehrere Schriften und Bücher wurden in dieser Zeit publiziert (z. B. Engeström 1990, Nardi 1996, Engeström u. a. 1999). Sie trugen zum steigenden Interesse am Potential der Tätigkeitstheorie bei. Schon seit Mitte der 1980er Jahre gab es Versuche, den ursprünglichen Fokus der Tätigkeitstheorie, die Entwicklungspsychologie, auf andere Gebiete auszudehnen. Seit Mitte der 1980er Jahre bildeten sich drei Hauptzweige, die das Anwenden der Tätigkeitstheorie für verschiedene Disziplinen verfolgten.
1. Die Ursprünge der Tätigkeitstheorie wurden fortgeführt in der Lerntheorie, insbesondere für die Zielgruppe der Kinder (Vygotsky 1978; Bruner 1996; Chaiklin u. a. 1999; Engeström u. a. 1999)
2. Ein weiterer Zweig entwickelte die Tätigkeitstheorie als Methode zur Analyse von Lernprozessen in Arbeitsumgebungen (Boedker 1990; Nardi 1996; Engeström u. a. 2005)
3. Eine dritte Gruppe beschäftigte sich mit den Grundlagen für Tätigkeiten im Rahmen von Computer Supported Cooperative Work (CSCW) und Human Computer Interaction (HCI) (Kuuti 1991; Korpela and Mursu 2003).

Zentrale Aussage vieler Untersuchungen in jedem Anwendungsbereich ist, dass Tätigkeiten sowohl auf der individuellen als auch auf der sozialen und kulturellen Ebene analysiert werden müssen.

## Wygotskis Beitrag
In Die Geschichte der höheren psychischen Funktionen (1931) unterscheidet Wygotski zwischen psychischen Werkzeugen und technischen Werkzeugen, wobei er die Metapher des Werkzeugs auf psychologischer Ebene später kritisierte. Maßgeblicher Unterschied zwischen beiden Werkzeugkategorien bildet die Wirkungsrichtung. Während technische Werkzeuge auf die stofflich-materielle Umwelt des handelnden, werkzeugnutzenden Subjekts wirken (siehe auch Handlungsregulationstheorie), dienen psychische Werkzeuge (z. B. Sprache, Skizzen, Formeln) der Organisation menschlichen Verhaltens. Die Grundfrage Wygotskis war zunächst bezogen auf die naturgeschichtliche und gesellschaftshistorische Entwicklung höherer psychischer Funktionen, insbesondere Denken und Sprechen (Vygotskij, 1934/2002). Auf dem Feld der Psychologie und der Pädagogik arbeitete er auf diese Weise daran, den Zweischnitt der Wissenschaften in Geistes- und Naturwissenschaften zu überwinden. Die Frage der Tätigkeit war in einen kulturpsychologischen Kontext gestellt: Inwiefern sind die Entwicklungsprozesse psychischer Aktivitäten wie Denken, Erinnerung und Lernen Teil der gesellschaftlich-kulturellen Entwicklung? So stand zunächst ein psychologischer Begriff von Tätigkeit im Vordergrund: Im Russischen existieren dafür, wie im Deutschen, zwei Begriffe, nämlich aktivnost (Aktivität) und deyatelnost (Tätigkeit). Im Englischen ging diese Unterscheidung durch die Übersetzung beider Begriffe mit activity allerdings verloren. Beide Begriffe spielen in dem psychologischen Ansatz der kulturhistorischen Schule eine unterschiedliche Rolle, daher sind sie nicht synonym verwendbar. Stichwortgeber für den Begriff der Tätigkeit (deyatelnost), den vor allem A. N. Leontjew starkmachte, sind zum einen Hegel, zum anderen auch die Philosophie der Arbeit und Ontologie des Menschen bei Marx, der in der ersten Feuerbachthese einen praxisphilosophischen Paradigmenwechsel einleitete und kritisierte, dass beim bisherigen Materialismus „der Gegenstand, die Wirklichkeit, Sinnlichkeit nur unter der Form des Objekts oder der Anschauung gefaßt wird; nicht aber als sinnlich menschliche Tätigkeit, Praxis; nicht subjektiv.“

## Leontjews Beitrag
A. N. Leontjew knüpfte an diesen durch Marx und Hegel geprägten Tätigkeitsbegriff an. Sein zentraler Begriff ist der der gegenständlichen Tätigkeit.
Im Sinne einer Naturgeschichte des Psychischen untersuchte Leontjew in Probleme der Entwicklung des Psychischen Übergänge und Unterschiede zwischen Tätigkeit auf tierischem und menschlichem Niveau. Entscheidend war dabei, dass Menschen ihre Bedürfnisse nicht bloß spontan – z. B. bei Hungergefühlen – oder durch bestimmte genetisch festgelegte Verhaltensschemata befriedigen, sondern die Herstellung all der Güter, die ihre spezifisch menschlichen Bedürfnisse befriedigen, arbeitsteilig organisieren. Im Unterschied zur Jagdtätigkeit bei Tieren, die äußerst selten miteinander kooperieren, um eine Beute zu erlegen, ergibt sich bei den Menschen schon in ihrer Frühgeschichte etwa bei der Kooperation zwischen Jägern und Treibern ein ganz neuer Entwicklungspfad: eine arbeitsteilige und auf Kooperation angewiesene Form der Lebensgewinnung. Diese neue Qualität von Entwicklung ist die historisch-gesellschaftliche im Unterschied zur evolutionären, naturgeschichtlichen. Die Kritische Psychologie ging darum im Anschluss an Leontjew bei der Entwicklung eines methodisch abgesicherten Begriffs von Subjektivität/Psyche von einer Untersuchung des Tier-Mensch-Übergangsfeldes aus. Die Entstehung einer arbeitsteiligen Form der Lebensgewinnung ist nach Leontjew zugleich zentral für die Entwicklung der menschlichen Psyche, da die Einzelnen eine soziale Intelligenz und Antizipationsfähigkeit brauchen, um ein größeres Ziel durch mehrere untergeordnete Ziele und Teilhandlungen zu erreichen. Sie benötigen eine Einsicht in das Tun der Anderen, die innerhalb eines Arbeitsprozesses verschiedene Aufgaben bewältigen.
Leontjews Tätigkeit – Bewusstsein – Persönlichkeit führte daher eine Gliederung von Ebenen ein: die Ebene der Tätigkeit (Gesamtprozess, vollständiger Arbeitsprozess wie das Jagen), die Ebene der Handlungen (Teilaufgaben wie das Treiben der Herde) sowie die Ebene der Operationen (Handgriffe, instrumentelle Fertigkeiten).
Die Tätigkeitstheorie hat einen großen Einfluss auf die arbeits- und organisationspsychologische Theorienbildung und Methodenentwicklung gehabt. Ein Beispiel hierfür ist die Handlungsregulationstheorie, die auf tätigkeitstheoretischen Konzepten (Tätigkeit, Handlung, Operation) als dynamische Realisierungstrukturen der menschlichen Tätigkeit aufbaut. Andere Beispiele sind die Arbeiten von Yrjö Engeström und den Mitarbeiterinnen und Mitarbeitern des Centre for Activity Theory/Developmental Work Research.

## Konzepte der Tätigkeitstheorie
Grundannahme der Tätigkeitstheorie ist, dass die menschliche Psyche entsteht und sich stets weiterentwickelt. Sie kann dabei aber nur verstanden werden im Kontext mit bedeutungsvollen, zielorientierten und soziologisch relevanten Interaktionen zwischen Menschen und ihrer materialisierten Umgebung. Die Tätigkeitstheorie umfasst fünf Basisprinzipien. Kaptelinin (1992) benennt die wichtigsten:
1. die hierarchische Struktur von Tätigkeiten
2. das Prinzip der Objektorientiertheit
3. das duale Konzept Internalisierung versus Externalisierung
4. das Prinzip des „Vermittelns“ durch Hilfsmittel
5. das Prinzip der kontinuierlichen Entwicklung

Diese Prinzipien durchziehen jede Handlung einer Tätigkeit und bilden die Grundlage für das Verständnis ihrer erheblichen inneren Dynamik. Die Untersuchungseinheit Tätigkeit als „des minimalen, bedeutungsvollen Kontextes“, um das Handeln eines Individuums zu beschreiben, ist als Modell zu verstehen. Die Elemente stehen in wechselseitiger Abhängigkeit. Die Tätigkeit bildet quasi ein Gerüst, in dem die Einzelelemente miteinander interagieren und in Beziehung treten – bildlich ähnlich einem Kristallgitter.

### Hierarchische Ebenen
Die Tätigkeitstheorie unterscheidet nach Leontjew drei Ebenen, die aufeinander aufbauen: Operationen, Handlungen und Tätigkeiten. Die Orientierungen jeder Ebene sind denen der jeweils höheren Ebene untergeordnet. Leontjew schlägt eine dreiteilige Struktur vor, um die Orientierungen jeder Ebene zu bezeichnen: Korrespondierend mit Tätigkeiten, Handlungen und Operationen nennt er Motive, Ziele und instrumentale Bedingungen und Zwänge. Motive treiben also Tätigkeiten. Diese bauen auf Handlungen auf, die auf Ziele ausgerichtet sind. Handlungen wiederum basieren auf Operationen, die sich aus instrumentellen Bedingungen und Zwängen ergeben.
Die Ebenen unterscheiden sich auch durch die ihr zugeordnete Fokusgruppe. Tätigkeiten werden von Gemeinschaften ausgeführt, einzelne Handlungen von einem Individuum oder auch einer Gruppe und Operationen entsprechen menschlichen Routinearbeiten oder können auch Prozeduren sein, die auch von Maschinen ausgeführt werden (z. B. Gangschaltung eines Fahrzeugs).

### Objektorientierung
Die gegenständliche Tätigkeit beschreibt ein zentrales Prinzip der Tätigkeitstheorie. Menschen leben in einer Welt, die geprägt ist durch anfassbare Gegenstände. Diese Gegenstände haben aber nicht nur physikalische Eigenschaften (Form, Farbe, Geruch usw.). Ihnen sind auch Eigenschaften aufgeprägt, die sozial und kulturell festgelegt wurden und sich aus der Geschichte ergeben (die gedruckte Bibel als Grundlage einer Wertegemeinschaft, das Mondgestein als Rarität, der Pokal als Siegestrophäe). Gegenstände haben also nicht nur materielle Eigenschaften, sondern ebenfalls sozial-kulturelle, wie ihre Entstehungs und Nutzungsgeschichte. Allgemein haben Objekte – ob anfassbar (Gabel, Kreissäge, Taschenrechner) oder mental (Schreiben können, Hypothesen formulieren, Probleme lösen) – eine große Bedeutung für das Verhältnis von Menschen und ihrer direkten Umgebung.

### Internalisierung versus Externalisierung
Die Tätigkeitstheorie beinhaltet einen dualen Aspekt: Sie unterscheidet interne von externen Tätigkeiten. Der klassische Psychologiebegriff von „psychischen Prozessen“ entspricht in etwa internen Tätigkeiten, nach außen gerichtete Handlungen dagegen bezeichnet man als externe Tätigkeiten. Interne Tätigkeiten stehen allerdings in wechselseitiger Dynamik mit externen. Sie bedingen sich gegenseitig und können oft auch ineinander überführt werden (z. B. das Beherrschen der Grundrechenarten in einen Abakus oder Taschenrechner). Die Dynamik und der Gesamtkontext einer Tätigkeit bestimmt, wann und warum externe Tätigkeiten internalisiert werden oder umgekehrt.

### Werkzeugvermittlung
Die Werkzeugvermittlung erklärt ein weiteres zentrales Prinzip der Tätigkeitstheorie. Es bezeichnet die Tatsache, dass eine Tätigkeit dadurch gekennzeichnet ist, dass ein Individuum sich Hilfsmittel bedient, um ein Objekt zu verändern. Dabei unterscheidet man zwischen zwei Aspekten für den Einsatz von Hilfsmitteln:
1. Hilfsmittel bestimmen die Art und Weise, wie Menschen mit der Realität interagieren;
2. Hilfsmittel reflektieren die Erfahrung von Personen, die schon früher vor ähnlichen Problemen standen. Ein Hammer z. B. beinhaltet die Erfahrung von Menschen, die einen Stein zertrümmern oder einen Nagel in die Wand schlagen wollten.

Das Hilfsmittel und die gesellschaftliche Entwicklung stehen ebenfalls in Wechselwirkung zueinander. Die Dampfmaschine von James Watt z. B. war ein treibender Faktor für die industrielle Revolution und veränderte in der Folge nachhaltig die Gesellschaft. Hilfsmittel werden nie in einem Vakuum benutzt; vielmehr formt sie der soziale und kulturelle Kontext, in dem sie eingesetzt werden.

### Kontinuierliche Entwicklung
Die Tätigkeitstheorie  postuliert, dass die individuelle Interaktion von Tätigkeiten mit der Realität im Kontext der Entwicklung analysiert werden soll. Im Unterschied zu anderen psychologischen Theorien, bei denen die Entwicklung als ein wichtiger Untersuchungsgegenstand angesehen wird, werden bei der Tätigkeitstheorie alle Tätigkeiten als das Resultat bestimmter historischer Entwicklungen gesehen. Tätigkeiten entwickeln sich außerdem ständig weiter und unterliegen dem ständigen Wandel.

### Tätigkeitstheorie in der Sowjetunion
- A.N. Leontjew: Probleme der Entwicklung des Psychischen. Volk und Wissen, Berlin 1964.
- A.N. Leont'ev: Frühschriften. Herausgegeben von Georg Rückriem. Lehmanns Media, Berlin 2001.
- A.N. Leont'ev: Frühe Schriften. Band 2. Herausgegeben von Georg Rückriem. Lehmanns Media, Berlin 2006.
- A.N. Leont'ev: Tätigkeit – Bewusstsein – Persönlichkeit. Herausgegeben von Georg Rückriem, übersetzt von Elana Hoffmann. Lehmanns Media, Berlin 2012.
- A.N. Leontiev: Activity, Consciousness and Personality. Englewood Cliffs, New York 1978. (englisch)
- A.N. Leontiev: Problems of the Development of the Mind. Progress, Moskau 1981. (englisch)
- L.S. Vygotskij (Wygotski): Die psychischen Systeme. In: J. Lompscher (Hrsg.): Ausgewählte Schriften. Bd. 1, Lehmanns Media, Berlin 1930/2003, S. 319–352.
- L.S.Vygotskij: Geschichte der höheren psychischen Funktionen. (Fortschritte der Psychologie Bd. 5). Lit Verlag, Münster 1931/1992.
- L.S. Vygotskij: Denken und Sprechen. Hg. u. übers. v. J. Lompscher und G. Rückriem. Beltz, Weinheim 1934/2002.
- L.S. Vygotskij: Grundlagen der Pädologie. 1934. Auszüge siehe: R. van der Veer, J. Valsiner: The Vygotsky Reader. Blackwell, Cambridge 1994.
- L.S. Vygotsky: Thought and Language. John Wiley & Sons, New York 1962. (englisch)
- L.S. Vygotsky: Mind in society: The development of higher psychological processes. Harvard Business Press, Cambridge, MA 1978. (Von den Herausgebern gekürzte und bearbeitete Texte Wygotskis.) (englisch)

### Rezeption und Weiterentwicklung international
- S. Boedker: Activity theory as a challenge to systems design. Aarhus University, Aarhus 1990. (englisch)
- Y. Engeström: Learning by expanding. Orienta Consultit, Helsinki 1987. (englisch)
- Y. Engeström: Learning, working and imagining: twelve studies in activity theory. Orienta-konsultit, Helsinki 1990. (englisch)
- Y. Engeström: Developmental studies of work as a testbench of activity theory. In S. Chaiklin, J. Lave (Hrsg.): Understanding Practice: Perspectives on Activity and Context. Cambridge, S. 4–103. (englisch)
- Y. Engeström: Entwickelnde Arbeitsforschung. Die Tätigkeitstheorie in der Praxis. Übersetzt und herausgegeben von Lisa Rosa. Lehmanns Media, Berlin 2008, ISBN 978-3-86541-279-9.
- Y. Engeström: Lernen durch Expansion. Herausgegeben von Falk Seeger. Lehmanns Media, Berlin 2011, ISBN 978-3-86541-431-1.
- Y. Engeström, J. Lompscher, G. Rückriem (Hrsg.): Putting activity theory to work: contributions from developmental work research. Lehmanns Media, Berlin 2005, ISBN 3-86541-139-8. (englisch)
- Y. Engeström, R. Miettinen, u. a.: Perspectives on activity theory. Cambridge University Press, Cambridge 1999. (englisch)
- B. Fichtner: Lernen und Lerntätigkeit. Ontogenetische, phylogenetische und epistemologische Studien. Lehmanns Media, Berlin 2008, ISBN 978-3-86541-256-0.
- H. Giest, J. Lompscher: Lerntätigkeit – Lernen aus kultur-historischer Perspektive. Ein Beitrag zur Entwicklung einer neuen Lernkultur im Unterricht. Lehmanns Media, Berlin 2006, ISBN 3-86541-136-3.
- H. Giest, G. Rückriem (Hrsg.): Tätigkeitstheorie und (Wissens-)Gesellschaft. Fragen und Antworten tätigkeitstheoretischer Forschung und Praxis. Lehmanns Media, Berlin 2010, ISBN 978-3-86541-379-6.
- K. Holzkamp: Grundlegung der Psychologie. Campus, Frankfurt am Main 1983.
- V. Kaptelinin: Activity Theory: Implications for Human-Computer Interaction. 1992. (englisch)
- V. Kaptelinin, B. Nardi, u. a.: The Activity Checklist: A Tool For Representing the "Space" of Context. In: Interactions. July/August 1999, S. 27–39. (englisch)
- M. Korpela, A. Mursu: Means for cooperative work and activity networks: An analytical framework. ECSCW'03, 8th European Conference of Computer-Supported Cooperative Work. Helsinki, Finland 2003. (englisch)
- K. Kuuti: Activity Theory and its application to information system research. Amsterdam 1991. (englisch)
- K. Kuuti: Activity Theory as a Potential Framework for Human-Computer Interaction Research. In B.A. Nardi (Hrsg.): Context and Consciousness. Cambridge, MA 1996, S. 17–44.(englisch)
- I. Langemeyer, M. Nissen: Activity Theory. In: Bridget Somekh, Cathy Lewin (Hrsg.): Theory and Methods in Social Research. Sage publications, 2011, S. 182–189. (englisch)
- J. Lompscher: Tätigkeit – Lerntätigkeit – Lehrstrategie. Die Theorie der Lerntätigkeit und ihre empirische Erforschung. Lehmanns Media, Berlin 2007, ISBN 978-3-86541-169-3.
- R. Miettinen: Dialogue and Creativity. Activity Theory in the Study of Science, Technology and Innovations. Lehmanns Media, Berlin 2009, ISBN 978-3-86541-348-2 (englisch)
- B. A. Nardi: Context and Consciousness: Activity Theory and Human-Computer Interaction. The MIT Press, Cambridge (MA) 1996. (englisch)
- F. Schapfel: "Kritische Rezeption der sowjetischen Tätigkeitstheorie und ihrer Anwendung." Leuchtturm Verlag, Alsbach/Bergstrasse 1995. (deutsch), kostenloser download unter: www.ssoar.info
- A. Stetsenko: Activity as Object-Related: Resolving the Dichotomy of Individual and Collective Planes of Activity. In: Mind, Culture, and Activity. 12(1), 2005, S. 70–88. (englisch)
- N. Veresov: Marxist and non-Marxist aspects of the cultural-historical psychology of L.S. Vygotsky. In: OUTLINES. Critical Practice Studies. 2005. (online) (englisch)
- J. V. Wertsch: The concept of activity in Soviet psychology. New York 1981. (englisch)